# 46. nordlige breddekreds
Den 46. nordlige breddekreds (eller 46 grader nordlig bredde) er en breddekreds, der ligger 46 grader nord for ækvator. Den løber gennem Europa, Asien, Stillehavet, Nordamerika og Atlanterhavet.